# Акесо
Акесо (др.-греч. Ἀκεσώ) — богиня исцеления и излечения недугов в древнегреческой мифологии. Дочь Асклепия, бога медицины и врачевания, и Эпионы, богини облегчения боли. В отличие от своей сестры, Панакеи, Акесо представляла собой процесс исцеления, а не само исцеление.
В древнегреческих скульптурах Акесо обычно изображается со своими родителями и сёстрами Гигиеей, Иасо и Панакеей.